# دراجات بروكسل الكلاسيكية 2023
2023 Brussels Cycling Classic (بالفرنسية: Brussels Cycling Classic 2023) هو سباق دراجات هوائية، وهو الموسم 103 من دراجات بروكسل الكلاسيكية، وأقيم في 4 يونيو 2023 ضمن سباقات سلسلة سباقات الاتحاد الدولي للدراجات للمحترفين 2023.
فاز بالمركز الأول ارنو ديمار، وفاز بالمركز الثاني توبياس لوند أندرسن ‏، وفاز بالمركز الثالث Jordi Meeus ‏.

## الفرق
| فرق عالمية (10)- AG2R Citroën Team - Alpecin-Deceuninck - Bora-Hansgrohe - Cofidis - Groupama-FDJ - Intermarché-Circus-Wanty - Soudal Quick-Step - Arkéa-Samsic - Team DSM - Team Jayco AlUla فرق برو (10)- بنجوال باوليز ساوكس دبليو بي ‏ - بولتون إكوتيز بلاك سبوك برو سايكلنج 2023 ‏ - Human Powered Health - Israel-Premier Tech - Lotto Dstny - فريق الدراجات Q36.5 ‏ - Team Solution Tech–Vini Fantini ‏ - سبورت فلاندرين بالويس ‏ - TotalEnergies - أونو اكس برو سايكلنج تيم 2023 ‏ |  |
| |  |

## المشاركون
| Intermarché-Circus-Wanty ICW | Intermarché-Circus-Wanty ICW | Intermarché-Circus-Wanty ICW |
| ---------------------------- | ---------------------------- | ---------------------------- |
| م                            | عداء                         | مرتبة                        |
| 1                            | بينيام جيرماي                | 4                            |
| 2                            | Sven Erik Bystrøm ‏           | 19                           |
| 3                            | ايمي دي جندت                 | 76                           |
| 4                            | أدريان بيتي                  | 73                           |
| 5                            | Laurenz Rex ‏                 | 75                           |
| 6                            | ديون سميث                    | 51                           |
| 7                            | آرنه ماريت ‏                  | 23                           |
| مدير الرياضة: Aike Visbeek ‏  |                              |                              |

| Soudal Quick-Step SOQ   | Soudal Quick-Step SOQ | Soudal Quick-Step SOQ |
| ----------------------- | --------------------- | --------------------- |
| م                       | عداء                  | مرتبة                 |
| 11                      | تيم ميرلير (طريق)     | 61                    |
| 12                      | Pepijn Reinderink ‏    | لم يكمل السباق        |
| 13                      | Jannik Steimle ‏       | 87                    |
| 14                      | Bert Van Lerberghe ‏   | 66                    |
| 15                      | Stan Van Tricht ‏      | 11                    |
| 16                      | Warre Vangheluwe ‏     | لم يكمل السباق        |
| 17                      | Louis Vervaeke ‏       | لم يكمل السباق        |
| مدير الرياضة: توم ستيلز |                       |                       |

| AG2R Citroën Team ACT           | AG2R Citroën Team ACT | AG2R Citroën Team ACT |
| ------------------------------- | --------------------- | --------------------- |
| م                               | عداء                  | مرتبة                 |
| 21                              | مارك ساريو            | لم يكمل السباق        |
| 22                              | Pierre Gautherat ‏     | 30                    |
| 24                              | Antoine Raugel ‏       | لم يكمل السباق        |
| 25                              | Paul Lapeira ‏         | 86                    |
| 26                              | أندريا فيندرام        | 65                    |
| 27                              | كليمان فنتوريني       | 6                     |
| مدير الرياضة: Stéphane Goubert ‏ |                       |                       |

| Alpecin-Deceuninck ADC        | Alpecin-Deceuninck ADC           | Alpecin-Deceuninck ADC |
| ----------------------------- | -------------------------------- | ---------------------- |
| م                             | عداء                             | مرتبة                  |
| 31                            | يجف دي بوندت                     | 72                     |
| 32                            | Maurice Ballerstedt ‏             | لم يكمل السباق         |
| 33                            | Robbe Ghys ‏                      | 20                     |
| 34                            | Axel Laurance ‏                   | 25                     |
| 35                            | جنسن بلاورايت ‏                   | لم يكمل السباق         |
| 36                            | Ayco Bastiaens ‏                  | لم يكمل السباق         |
| 37                            | إدوارد بلانكايرتإدوارد بلانكايرت | 28                     |
| مدير الرياضة: Rik Van Slycke ‏ |                                  |                        |

| Lotto Dstny LTD            | Lotto Dstny LTD     | Lotto Dstny LTD |
| -------------------------- | ------------------- | --------------- |
| م                          | عداء                | مرتبة           |
| 41                         | Cédric Beullens ‏    | 9               |
| 42                         | Jarrad Drizners ‏    | 46              |
| 43                         | سيباستيان غرينيار ‏  | 52              |
| 44                         | Arjen Livyns ‏       | 67              |
| 45                         | Mathijs Paasschens ‏ | 60              |
| 46                         | روديجر سليج         | 77              |
| 47                         | Tijl De Decker ‏     | 85              |
| مدير الرياضة: نيكولاس مايس |                     |                 |

| Cofidis COF   | Cofidis COF               | Cofidis COF    |
| ------------- | ------------------------- | -------------- |
| م             | عداء                      | مرتبة          |
| 51            | ماكس والشيد               | 24             |
| 52            | بيت اليجارت               | لم يكمل السباق |
| 53            | André Carvalho (cyclist) ‏ | 44             |
| 54            | Wesley Kreder ‏            | لم يكمل السباق |
| 55            | بريان كوكار               | 16             |
| 56            | Jelle Wallays ‏            | لم يبدأ        |
| 57            | Christophe Noppe ‏         | 38             |
| مدير الرياضة: |                           |                |

| Groupama-FDJ GFC          | Groupama-FDJ GFC | Groupama-FDJ GFC |
| ------------------------- | ---------------- | ---------------- |
| م                         | عداء             | مرتبة            |
| 61                        | ارنو ديمار       | 1                |
| 62                        | Lewis Askey ‏     | 21               |
| 63                        | Enzo Paleni ‏     | لم يكمل السباق   |
| 64                        | Paul Penhoët ‏    | لم يكمل السباق   |
| 65                        | Laurence Pithie ‏ | 27               |
| 66                        | مايلز سكوتسون    | 43               |
| 67                        | Bram Welten ‏     | 69               |
| مدير الرياضة: مارك ماديوت |                  |                  |

| Arkéa-Samsic ARK         | Arkéa-Samsic ARK | Arkéa-Samsic ARK |
| ------------------------ | ---------------- | ---------------- |
| م                        | عداء             | مرتبة            |
| 71                       | جينثي بيرمانز ‏   | 34               |
| 72                       | دايفيد ديكر      | لم يكمل السباق   |
| 73                       | ناصر بوهاني      | لم يكمل السباق   |
| 74                       | Matis Louvel ‏    | 7                |
| 75                       | دانيال مكلاي     | 64               |
| 76                       | Andrii Ponomar ‏  | 54               |
| 77                       | ألان ريو ‏        | لم يكمل السباق   |
| مدير الرياضة: ارنو جيرار |                  |                  |

| Team DSM DSM             | Team DSM DSM        | Team DSM DSM   |
| ------------------------ | ------------------- | -------------- |
| م                        | عداء                | مرتبة          |
| 81                       | Casper van Uden ‏    | 80             |
| 82                       | توبياس لوند أندرسن ‏ | 2              |
| 83                       | Pavel Bittner ‏      | 35             |
| 84                       | NED                 | لم يكمل السباق |
| 85                       | Vlad Van Mechelen ‏  | 40             |
| 86                       | Tim Naberman ‏       | لم يكمل السباق |
| 87                       | Henri Vandenabeele ‏ | لم يكمل السباق |
| مدير الرياضة: بيم يجثارت |                     |                |

| Team Jayco AlUla JAY            | Team Jayco AlUla JAY           | Team Jayco AlUla JAY |
| ------------------------------- | ------------------------------ | -------------------- |
| م                               | عداء                           | مرتبة                |
| 91                              | Jan Maas (cyclist, born 1996) ‏ | 57                   |
| 92                              | فيليكس إنغلهارت                | 70                   |
| 93                              | مايكل هيبورن                   | 62                   |
| 94                              | Kelland O'Brien ‏               | 18                   |
| 95                              | Blake Quick ‏                   | لم يكمل السباق       |
| 96                              | كامبل ستيوارت                  | 47                   |
| مدير الرياضة: David McPartland ‏ |                                |                      |

| Bora-Hansgrohe BOH                     | Bora-Hansgrohe BOH | Bora-Hansgrohe BOH |
| -------------------------------------- | ------------------ | ------------------ |
| م                                      | عداء               | مرتبة              |
| 101                                    | Jordi Meeus ‏       | 3                  |
| 102                                    | Shane Archbold ‏    | لم يكمل السباق     |
| 103                                    | يوناس كوخ          | 22                 |
| 105                                    | Florian Lipowitz ‏  | 59                 |
| 106                                    | Luis-Joe Lührs ‏    | لم يكمل السباق     |
| مدير الرياضة: Jean-Pierre Heynderickx ‏ |                    |                    |

| بلاك سبوك برو سايكلنج ‏ BEB             | بلاك سبوك برو سايكلنج ‏ BEB | بلاك سبوك برو سايكلنج ‏ BEB |
| -------------------------------------- | -------------------------- | -------------------------- |
| م                                      | عداء                       | مرتبة                      |
| 111                                    | ماثيو بوستوك               | لم يكمل السباق             |
| 112                                    | Josh Burnett ‏              | لم يكمل السباق             |
| 113                                    | ريان كريستنسن              | 63                         |
| 114                                    | أولي جونز ‏                 | لم يبدأ                    |
| 115                                    | NZL                        | لم يكمل السباق             |
| 116                                    | جاكوب سكوت ‏                | لم يكمل السباق             |
| 117                                    | روري تاونسند ‏ (طريق)       | 26                         |
| مدير الرياضة: Franky Van Haesebroucke ‏ |                            |                            |

| Team Solution Tech–Vini Fantini ‏ COR | Team Solution Tech–Vini Fantini ‏ COR | Team Solution Tech–Vini Fantini ‏ COR |
| ------------------------------------ | ------------------------------------ | ------------------------------------ |
| م                                    | عداء                                 | مرتبة                                |
| 121                                  | أتيليو فيفياني ‏                      | 53                                   |
| 122                                  | Antonio Barać ‏                       | لم يكمل السباق                       |
| 123                                  | Alexander Konychev ‏                  | 68                                   |
| 124                                  | Giulio Masotto ‏                      | لم يكمل السباق                       |
| 125                                  | Jan Stöckli ‏                         | لم يكمل السباق                       |
| 126                                  | Etienne van Empel ‏                   | 55                                   |
| 127                                  | Samuele Zambelli ‏                    | 32                                   |
| مدير الرياضة: Marco Zamparella ‏      |                                      |                                      |

| Human Powered Health HPM    | Human Powered Health HPM  | Human Powered Health HPM |
| --------------------------- | ------------------------- | ------------------------ |
| م                           | عداء                      | مرتبة                    |
| 131                         | Stanisław Aniołkowski ‏    | 41                       |
| 132                         | آلان باناسيك              | لم يكمل السباق           |
| 133                         | Charles-Étienne Chrétien ‏ | لم يكمل السباق           |
| 134                         | فيسل كرول ‏                | لم يكمل السباق           |
| 135                         | سكوت ماكجيل ‏              | 84                       |
| 136                         | Gijs Van Hoecke ‏          | 83                       |
| 137                         | ماثيو جيبسون              | لم يكمل السباق           |
| مدير الرياضة: هندريك ريدان ‏ |                           |                          |

| بنجوال باوليز ساوكس دبليو بي ‏ BWB  | بنجوال باوليز ساوكس دبليو بي ‏ BWB | بنجوال باوليز ساوكس دبليو بي ‏ BWB |
| ---------------------------------- | --------------------------------- | --------------------------------- |
| م                                  | عداء                              | مرتبة                             |
| 141                                | Louis Blouwe ‏                     | لم يكمل السباق                    |
| 142                                | Cériel Desal ‏                     | 45                                |
| 143                                | Johan Meens ‏                      | 58                                |
| 144                                | Ludovic Robeet ‏                   | 17                                |
| 145                                | Dimitri Peyskens ‏                 | 48                                |
| 146                                | Guillaume Van Keirsbulck ‏         | لم يكمل السباق                    |
| 147                                | Kenneth Van Rooy ‏                 | 36                                |
| مدير الرياضة: Sébastien Demarbaix ‏ |                                   |                                   |

| Israel-Premier Tech IPT  | Israel-Premier Tech IPT | Israel-Premier Tech IPT |
| ------------------------ | ----------------------- | ----------------------- |
| م                        | عداء                    | مرتبة                   |
| 151                      | جياكومو نيزولو          | لم يكمل السباق          |
| 152                      | ديريك جي                | 10                      |
| 153                      | قاي ساقيف               | لم يكمل السباق          |
| 154                      | Jens Reynders ‏          | لم يكمل السباق          |
| 155                      | مادس فورتز شميدت        | لم يكمل السباق          |
| 156                      | توم فان أسبروك          | 8                       |
| 157                      | ريك تسابل               | 50                      |
| مدير الرياضة: ديرك ديمول |                         |                         |

| فريق الدراجات Q36.5 ‏ Q36   | فريق الدراجات Q36.5 ‏ Q36 | فريق الدراجات Q36.5 ‏ Q36 |
| -------------------------- | ------------------------ | ------------------------ |
| م                          | عداء                     | مرتبة                    |
| 161                        | ماتيو موشيتي             | لم يكمل السباق           |
| 162                        | جاك باور                 | 49                       |
| 163                        | Fabio Christen ‏          | 37                       |
| 164                        | Nicolò Parisini ‏         | 12                       |
| 165                        | Antonio Puppio ‏          | لم يكمل السباق           |
| 166                        | Szymon Sajnok ‏           | لم يكمل السباق           |
| 167                        | Nickolas Zukowsky ‏       | 33                       |
| مدير الرياضة: آرت فيرهوتين |                          |                          |

| سبورت فلاندرين بالويس ‏ TFB    | سبورت فلاندرين بالويس ‏ TFB | سبورت فلاندرين بالويس ‏ TFB |
| ----------------------------- | -------------------------- | -------------------------- |
| م                             | عداء                       | مرتبة                      |
| 171                           | Vito Braet ‏                | لم يكمل السباق             |
| 172                           | أليكس كولمان ‏              | 81                         |
| 173                           | Sander De Pestel ‏          | لم يكمل السباق             |
| 174                           | Milan Fretin ‏              | 31                         |
| 175                           | غيليس دي وايلد ‏            | 42                         |
| 176                           | BEL                        | 78                         |
| 177                           | Ward Vanhoof ‏              | 82                         |
| مدير الرياضة: والتر بلانكايرت |                            |                            |

| TotalEnergies TEN            | TotalEnergies TEN  | TotalEnergies TEN |
| ---------------------------- | ------------------ | ----------------- |
| م                            | عداء               | مرتبة             |
| 181                          | توماس بونيت        | 15                |
| 182                          | Sandy Dujardin ‏    | 74                |
| 183                          | Emilien Jeannière ‏ | 39                |
| 184                          | لورينزو مانزين     | لم يكمل السباق    |
| 185                          | Geoffrey Soupe ‏    | 56                |
| 186                          | أنتوني تورجيس      | لم يكمل السباق    |
| 187                          | دريس فان جيستل     | 5                 |
| مدير الرياضة: دومينيك أرنولد |                    |                   |

| أونو-إكس موبيليتي ‏ UXT           | أونو-إكس موبيليتي ‏ UXT | أونو-إكس موبيليتي ‏ UXT |
| -------------------------------- | ---------------------- | ---------------------- |
| م                                | عداء                   | مرتبة                  |
| 191                              | جوناس إبراهمسين ‏       | 14                     |
| 192                              | Louis Bendixen ‏        | 79                     |
| 193                              | Erlend Blikra ‏         | لم يكمل السباق         |
| 194                              | Stian Fredheim ‏        | لم يكمل السباق         |
| 195                              | William Blume Levy ‏    | 71                     |
| 196                              | Erik Resell ‏           | 13                     |
| 197                              | Søren Wærenskjold ‏     | 29                     |
| مدير الرياضة: Gino Van Oudenhove‏ |                        |                        |

| Intermarché-Circus-Wanty ICW | Intermarché-Circus-Wanty ICW | Intermarché-Circus-Wanty ICW |
| ---------------------------- | ---------------------------- | ---------------------------- |
| م                            | عداء                         | مرتبة                        |
| 1                            | بينيام جيرماي                | 4                            |
| 2                            | Sven Erik Bystrøm ‏           | 19                           |
| 3                            | ايمي دي جندت                 | 76                           |
| 4                            | أدريان بيتي                  | 73                           |
| 5                            | Laurenz Rex ‏                 | 75                           |
| 6                            | ديون سميث                    | 51                           |
| 7                            | آرنه ماريت ‏                  | 23                           |
| مدير الرياضة: Aike Visbeek ‏  |                              |                              |

| Soudal Quick-Step SOQ   | Soudal Quick-Step SOQ | Soudal Quick-Step SOQ |
| ----------------------- | --------------------- | --------------------- |
| م                       | عداء                  | مرتبة                 |
| 11                      | تيم ميرلير (طريق)     | 61                    |
| 12                      | Pepijn Reinderink ‏    | لم يكمل السباق        |
| 13                      | Jannik Steimle ‏       | 87                    |
| 14                      | Bert Van Lerberghe ‏   | 66                    |
| 15                      | Stan Van Tricht ‏      | 11                    |
| 16                      | Warre Vangheluwe ‏     | لم يكمل السباق        |
| 17                      | Louis Vervaeke ‏       | لم يكمل السباق        |
| مدير الرياضة: توم ستيلز |                       |                       |

| AG2R Citroën Team ACT           | AG2R Citroën Team ACT | AG2R Citroën Team ACT |
| ------------------------------- | --------------------- | --------------------- |
| م                               | عداء                  | مرتبة                 |
| 21                              | مارك ساريو            | لم يكمل السباق        |
| 22                              | Pierre Gautherat ‏     | 30                    |
| 24                              | Antoine Raugel ‏       | لم يكمل السباق        |
| 25                              | Paul Lapeira ‏         | 86                    |
| 26                              | أندريا فيندرام        | 65                    |
| 27                              | كليمان فنتوريني       | 6                     |
| مدير الرياضة: Stéphane Goubert ‏ |                       |                       |

| Alpecin-Deceuninck ADC        | Alpecin-Deceuninck ADC           | Alpecin-Deceuninck ADC |
| ----------------------------- | -------------------------------- | ---------------------- |
| م                             | عداء                             | مرتبة                  |
| 31                            | يجف دي بوندت                     | 72                     |
| 32                            | Maurice Ballerstedt ‏             | لم يكمل السباق         |
| 33                            | Robbe Ghys ‏                      | 20                     |
| 34                            | Axel Laurance ‏                   | 25                     |
| 35                            | جنسن بلاورايت ‏                   | لم يكمل السباق         |
| 36                            | Ayco Bastiaens ‏                  | لم يكمل السباق         |
| 37                            | إدوارد بلانكايرتإدوارد بلانكايرت | 28                     |
| مدير الرياضة: Rik Van Slycke ‏ |                                  |                        |

| Lotto Dstny LTD            | Lotto Dstny LTD     | Lotto Dstny LTD |
| -------------------------- | ------------------- | --------------- |
| م                          | عداء                | مرتبة           |
| 41                         | Cédric Beullens ‏    | 9               |
| 42                         | Jarrad Drizners ‏    | 46              |
| 43                         | سيباستيان غرينيار ‏  | 52              |
| 44                         | Arjen Livyns ‏       | 67              |
| 45                         | Mathijs Paasschens ‏ | 60              |
| 46                         | روديجر سليج         | 77              |
| 47                         | Tijl De Decker ‏     | 85              |
| مدير الرياضة: نيكولاس مايس |                     |                 |

| Cofidis COF   | Cofidis COF               | Cofidis COF    |
| ------------- | ------------------------- | -------------- |
| م             | عداء                      | مرتبة          |
| 51            | ماكس والشيد               | 24             |
| 52            | بيت اليجارت               | لم يكمل السباق |
| 53            | André Carvalho (cyclist) ‏ | 44             |
| 54            | Wesley Kreder ‏            | لم يكمل السباق |
| 55            | بريان كوكار               | 16             |
| 56            | Jelle Wallays ‏            | لم يبدأ        |
| 57            | Christophe Noppe ‏         | 38             |
| مدير الرياضة: |                           |                |

| Groupama-FDJ GFC          | Groupama-FDJ GFC | Groupama-FDJ GFC |
| ------------------------- | ---------------- | ---------------- |
| م                         | عداء             | مرتبة            |
| 61                        | ارنو ديمار       | 1                |
| 62                        | Lewis Askey ‏     | 21               |
| 63                        | Enzo Paleni ‏     | لم يكمل السباق   |
| 64                        | Paul Penhoët ‏    | لم يكمل السباق   |
| 65                        | Laurence Pithie ‏ | 27               |
| 66                        | مايلز سكوتسون    | 43               |
| 67                        | Bram Welten ‏     | 69               |
| مدير الرياضة: مارك ماديوت |                  |                  |

| Arkéa-Samsic ARK         | Arkéa-Samsic ARK | Arkéa-Samsic ARK |
| ------------------------ | ---------------- | ---------------- |
| م                        | عداء             | مرتبة            |
| 71                       | جينثي بيرمانز ‏   | 34               |
| 72                       | دايفيد ديكر      | لم يكمل السباق   |
| 73                       | ناصر بوهاني      | لم يكمل السباق   |
| 74                       | Matis Louvel ‏    | 7                |
| 75                       | دانيال مكلاي     | 64               |
| 76                       | Andrii Ponomar ‏  | 54               |
| 77                       | ألان ريو ‏        | لم يكمل السباق   |
| مدير الرياضة: ارنو جيرار |                  |                  |

| Team DSM DSM             | Team DSM DSM        | Team DSM DSM   |
| ------------------------ | ------------------- | -------------- |
| م                        | عداء                | مرتبة          |
| 81                       | Casper van Uden ‏    | 80             |
| 82                       | توبياس لوند أندرسن ‏ | 2              |
| 83                       | Pavel Bittner ‏      | 35             |
| 84                       | NED                 | لم يكمل السباق |
| 85                       | Vlad Van Mechelen ‏  | 40             |
| 86                       | Tim Naberman ‏       | لم يكمل السباق |
| 87                       | Henri Vandenabeele ‏ | لم يكمل السباق |
| مدير الرياضة: بيم يجثارت |                     |                |

| Team Jayco AlUla JAY            | Team Jayco AlUla JAY           | Team Jayco AlUla JAY |
| ------------------------------- | ------------------------------ | -------------------- |
| م                               | عداء                           | مرتبة                |
| 91                              | Jan Maas (cyclist, born 1996) ‏ | 57                   |
| 92                              | فيليكس إنغلهارت                | 70                   |
| 93                              | مايكل هيبورن                   | 62                   |
| 94                              | Kelland O'Brien ‏               | 18                   |
| 95                              | Blake Quick ‏                   | لم يكمل السباق       |
| 96                              | كامبل ستيوارت                  | 47                   |
| مدير الرياضة: David McPartland ‏ |                                |                      |

| Bora-Hansgrohe BOH                     | Bora-Hansgrohe BOH | Bora-Hansgrohe BOH |
| -------------------------------------- | ------------------ | ------------------ |
| م                                      | عداء               | مرتبة              |
| 101                                    | Jordi Meeus ‏       | 3                  |
| 102                                    | Shane Archbold ‏    | لم يكمل السباق     |
| 103                                    | يوناس كوخ          | 22                 |
| 105                                    | Florian Lipowitz ‏  | 59                 |
| 106                                    | Luis-Joe Lührs ‏    | لم يكمل السباق     |
| مدير الرياضة: Jean-Pierre Heynderickx ‏ |                    |                    |

| بلاك سبوك برو سايكلنج ‏ BEB             | بلاك سبوك برو سايكلنج ‏ BEB | بلاك سبوك برو سايكلنج ‏ BEB |
| -------------------------------------- | -------------------------- | -------------------------- |
| م                                      | عداء                       | مرتبة                      |
| 111                                    | ماثيو بوستوك               | لم يكمل السباق             |
| 112                                    | Josh Burnett ‏              | لم يكمل السباق             |
| 113                                    | ريان كريستنسن              | 63                         |
| 114                                    | أولي جونز ‏                 | لم يبدأ                    |
| 115                                    | NZL                        | لم يكمل السباق             |
| 116                                    | جاكوب سكوت ‏                | لم يكمل السباق             |
| 117                                    | روري تاونسند ‏ (طريق)       | 26                         |
| مدير الرياضة: Franky Van Haesebroucke ‏ |                            |                            |

| Team Solution Tech–Vini Fantini ‏ COR | Team Solution Tech–Vini Fantini ‏ COR | Team Solution Tech–Vini Fantini ‏ COR |
| ------------------------------------ | ------------------------------------ | ------------------------------------ |
| م                                    | عداء                                 | مرتبة                                |
| 121                                  | أتيليو فيفياني ‏                      | 53                                   |
| 122                                  | Antonio Barać ‏                       | لم يكمل السباق                       |
| 123                                  | Alexander Konychev ‏                  | 68                                   |
| 124                                  | Giulio Masotto ‏                      | لم يكمل السباق                       |
| 125                                  | Jan Stöckli ‏                         | لم يكمل السباق                       |
| 126                                  | Etienne van Empel ‏                   | 55                                   |
| 127                                  | Samuele Zambelli ‏                    | 32                                   |
| مدير الرياضة: Marco Zamparella ‏      |                                      |                                      |

| Human Powered Health HPM    | Human Powered Health HPM  | Human Powered Health HPM |
| --------------------------- | ------------------------- | ------------------------ |
| م                           | عداء                      | مرتبة                    |
| 131                         | Stanisław Aniołkowski ‏    | 41                       |
| 132                         | آلان باناسيك              | لم يكمل السباق           |
| 133                         | Charles-Étienne Chrétien ‏ | لم يكمل السباق           |
| 134                         | فيسل كرول ‏                | لم يكمل السباق           |
| 135                         | سكوت ماكجيل ‏              | 84                       |
| 136                         | Gijs Van Hoecke ‏          | 83                       |
| 137                         | ماثيو جيبسون              | لم يكمل السباق           |
| مدير الرياضة: هندريك ريدان ‏ |                           |                          |

| بنجوال باوليز ساوكس دبليو بي ‏ BWB  | بنجوال باوليز ساوكس دبليو بي ‏ BWB | بنجوال باوليز ساوكس دبليو بي ‏ BWB |
| ---------------------------------- | --------------------------------- | --------------------------------- |
| م                                  | عداء                              | مرتبة                             |
| 141                                | Louis Blouwe ‏                     | لم يكمل السباق                    |
| 142                                | Cériel Desal ‏                     | 45                                |
| 143                                | Johan Meens ‏                      | 58                                |
| 144                                | Ludovic Robeet ‏                   | 17                                |
| 145                                | Dimitri Peyskens ‏                 | 48                                |
| 146                                | Guillaume Van Keirsbulck ‏         | لم يكمل السباق                    |
| 147                                | Kenneth Van Rooy ‏                 | 36                                |
| مدير الرياضة: Sébastien Demarbaix ‏ |                                   |                                   |

| Israel-Premier Tech IPT  | Israel-Premier Tech IPT | Israel-Premier Tech IPT |
| ------------------------ | ----------------------- | ----------------------- |
| م                        | عداء                    | مرتبة                   |
| 151                      | جياكومو نيزولو          | لم يكمل السباق          |
| 152                      | ديريك جي                | 10                      |
| 153                      | قاي ساقيف               | لم يكمل السباق          |
| 154                      | Jens Reynders ‏          | لم يكمل السباق          |
| 155                      | مادس فورتز شميدت        | لم يكمل السباق          |
| 156                      | توم فان أسبروك          | 8                       |
| 157                      | ريك تسابل               | 50                      |
| مدير الرياضة: ديرك ديمول |                         |                         |

| فريق الدراجات Q36.5 ‏ Q36   | فريق الدراجات Q36.5 ‏ Q36 | فريق الدراجات Q36.5 ‏ Q36 |
| -------------------------- | ------------------------ | ------------------------ |
| م                          | عداء                     | مرتبة                    |
| 161                        | ماتيو موشيتي             | لم يكمل السباق           |
| 162                        | جاك باور                 | 49                       |
| 163                        | Fabio Christen ‏          | 37                       |
| 164                        | Nicolò Parisini ‏         | 12                       |
| 165                        | Antonio Puppio ‏          | لم يكمل السباق           |
| 166                        | Szymon Sajnok ‏           | لم يكمل السباق           |
| 167                        | Nickolas Zukowsky ‏       | 33                       |
| مدير الرياضة: آرت فيرهوتين |                          |                          |

| سبورت فلاندرين بالويس ‏ TFB    | سبورت فلاندرين بالويس ‏ TFB | سبورت فلاندرين بالويس ‏ TFB |
| ----------------------------- | -------------------------- | -------------------------- |
| م                             | عداء                       | مرتبة                      |
| 171                           | Vito Braet ‏                | لم يكمل السباق             |
| 172                           | أليكس كولمان ‏              | 81                         |
| 173                           | Sander De Pestel ‏          | لم يكمل السباق             |
| 174                           | Milan Fretin ‏              | 31                         |
| 175                           | غيليس دي وايلد ‏            | 42                         |
| 176                           | BEL                        | 78                         |
| 177                           | Ward Vanhoof ‏              | 82                         |
| مدير الرياضة: والتر بلانكايرت |                            |                            |

| TotalEnergies TEN            | TotalEnergies TEN  | TotalEnergies TEN |
| ---------------------------- | ------------------ | ----------------- |
| م                            | عداء               | مرتبة             |
| 181                          | توماس بونيت        | 15                |
| 182                          | Sandy Dujardin ‏    | 74                |
| 183                          | Emilien Jeannière ‏ | 39                |
| 184                          | لورينزو مانزين     | لم يكمل السباق    |
| 185                          | Geoffrey Soupe ‏    | 56                |
| 186                          | أنتوني تورجيس      | لم يكمل السباق    |
| 187                          | دريس فان جيستل     | 5                 |
| مدير الرياضة: دومينيك أرنولد |                    |                   |

| أونو-إكس موبيليتي ‏ UXT           | أونو-إكس موبيليتي ‏ UXT | أونو-إكس موبيليتي ‏ UXT |
| -------------------------------- | ---------------------- | ---------------------- |
| م                                | عداء                   | مرتبة                  |
| 191                              | جوناس إبراهمسين ‏       | 14                     |
| 192                              | Louis Bendixen ‏        | 79                     |
| 193                              | Erlend Blikra ‏         | لم يكمل السباق         |
| 194                              | Stian Fredheim ‏        | لم يكمل السباق         |
| 195                              | William Blume Levy ‏    | 71                     |
| 196                              | Erik Resell ‏           | 13                     |
| 197                              | Søren Wærenskjold ‏     | 29                     |
| مدير الرياضة: Gino Van Oudenhove‏ |                        |                        |

## التصنيف العام النهائي
| التصنيف العام         | التصنيف العام       | التصنيف العام            | التصنيف العام | التصنيف العام |
| العداء                | العداء              | الفريق                   | الوقت         |               |
| --------------------- | ------------------- | ------------------------ | ------------- | ------------- |
| 1                     | ارنو ديمار          | Groupama-FDJ             | 4 س 41 د 51 ث |               |
| 2                     | توبياس لوند أندرسن ‏ | Team DSM                 | + 0 ث         |               |
| 3                     | Jordi Meeus ‏        | بورا هانسغروه            | + 0 ث         |               |
| 4                     | بينيام جيرماي       | Intermarché-Circus-Wanty | + 0 ث         |               |
| 5                     | دريس فان جيستل      | TotalEnergies            | + 0 ث         |               |
| 6                     | كليمان فنتوريني     | AG2R Citroën Team        | + 0 ث         |               |
| 7                     | Matis Louvel ‏       | اركيا سامسيك             | + 0 ث         |               |
| 8                     | توم فان أسبروك      | Israel-Premier Tech      | + 0 ث         |               |
| 9                     | Cédric Beullens ‏    | Lotto Dstny              | + 0 ث         |               |
| 10                    | ديريك جي            | Israel-Premier Tech      | + 0 ث         |               |
|                       |                     |                          |               |               |
| مصدر: ProCyclingStats |                     |                          |               |               |

## وصلات خارجية
- الموقع الرسمي
- لمحة عن سباق دراجات بروكسل الكلاسيكية 2023 على موقع  ProCyclingStats   (برو  سايكلنج  ستاتس) - إحصاءات  محترفي  الدراجات.
- دراجات بروكسل الكلاسيكية 2023 على موقع إحصائيات الدراجات الإحترافية (الإنجليزية)